# にこにこぷんがやってきた
『にこにこぷんがやってきた』は、1995年4月3日から1999年3月17日までNHK衛星第2テレビジョン（BS2）で放送されていたテレビ番組。

## 概要
『あさごはん だいすき!』の後継番組として放送開始。地上波の幼児向け番組『おかあさんといっしょ』にて1992年10月まで放送されていた人形劇『にこにこ、ぷん』のキャラクターが、全国各地をステージカーで周っていた。
本番組の後半番組だった『ハッチポッチステーション』は後に独立番組となり、2022年3月まで放送されていたEテレキッズのパペットバラエティ枠へと発展した。
1999年3月17日の放送終了を以て、『おかあさんといっしょ』時代から17年続いた『にこにこ、ぷん』のテレビ番組レギュラー出演は途絶えた。これ以降もイベント自体はキャラクターを『ぐ～チョコランタン』→『モノランモノラン』→『ポコポッテイト』→『ガラピコぷ〜』→『ファンターネ！』に変えて現在も全国で定期的に行われているが、テレビ放送はされていない。

### 放送時間の変遷
| 期間    | 期間    | 放送曜日    | 放送時間（JST）       | 放送時間（JST）       |
| 期間    | 期間    | 放送曜日    | 本放送                | 再放送                |
| ------- | ------- | ----------- | --------------------- | --------------------- |
| 1995.04 | 1996.03 | 平日        | 08:00 - 08:30（30分） | 17:30 - 18:00（30分） |
| 1996.04 | 1997.03 | 平日        | 08:30 - 08:50（20分） | 17:15 - 17:35（20分） |
| 1997.04 | 1998.03 | 日曜        | 10:30 - 10:55（25分） | （放送なし）          |
| 1998.04 | 1999.03 | 月曜 - 木曜 | 09:25 - 09:40（15分） | （放送なし）          |

## 1995年度

### 前半枠（『にこにこぷんがやってきた』本編）
うたのおねえさん
- 川澄歌織、根本百合

たいそうのおにいさん
- 小嶋信之、山岸隆弘

### 後半枠
- ハッチポッチステーション

## 1996年度
うたのおねえさん
- 川澄歌織、根本百合

たいそうのおにいさん
- 小嶋信之、山岸隆弘

1996年度の放送で営団地下鉄（現・東京メトロ）のマナー啓発ポスターに『にこにこぷん』が起用され、営団地下鉄協力の下、『にこにこぷん』パートは東京メトロ丸ノ内線の主力車両である02系1編成を借り切ってロケ収録し、『うたとたいそう』パートは職員がゲストで出演され営団地下鉄南北線（のちの東京メトロ南北線）後楽園駅コンコースで収録された。

## 1997・1998年度
うたのおにいさん
- 中右貴久、関沢圭司、新納慎也

うたのおねえさん
- 瀧本瞳、栗原朗子、岡本明日香

◆･･･コンサートなど ◇･･･番組内
- 速水けんたろう◆
- 茂森あゆみ◇◆
- 神崎ゆう子◇◆
- 森みゆき◇◆
- みど◆
- ふぁど◆
- れっしー◆
- そらお◆
- 佐藤弘道◇◆
- 松野ちか◇◆